# Ичапекене Пиеста, највећи фестивал у Сан Игнасио де Моксос
Ичапекене Пиеста је фестивал који се сваке године слави у граду Сан Игнасио де Моксос у Боливији у част Сан Игнасија де Лојоле, свеца заштитника града. Позната је као највећа прослава Сан Игнасија де Моксоса и одржава се између 30. јула и 2. августа. УНЕСКО је 5. децембра 2012. године додао фестивал на своју листу нематеријалног културног наслеђа човечанства.
Иако фестивал званично траје само четири дана, прославе почињу у мају ватрометом и песмама богослужења и настављају се у јулу дневним и ноћним фестивалима који укључују разне врсте верских прослава. Фестивал је синкретичан, мешајући елементе аутохтоне културе Мохењо са језуитским евангелизмом католицизма кроз мисије Моксоса (Мохоса, Мохењоса, Мососа).
Један од најважнијих догађаја је плес Мачатероса (или Чипипероноа на домородачком језику), где мушкарци са широким покривалима за главу украшеним перјем изводе плес са дрвеном мачетом. Верује се да ношење перја призива душу птице, а самим тим и сунце, па се Мачатероси често сматрају сунчевим ратницима.
Фестивал реинтерпретира мит оснивача Моксења о победи језуита Игнасија де Лојоле и спаја га са домородачким веровањима и традицијом. Главни приказ победе Светог Игнасија укључује дванаест сунчаних ратника, који носе спектакуларно перје, који се боре против чувара свете заставе – првобитних „власника“ шуме и воде – пре него што их коначно преобрате у хришћанство. Ови обреди су чин вере и сталног поновног рађања, омогућавајући Мохењосима да се поново роде у хришћанској традицији у присуству духова својих предака. У главној поворци учествује 48 група учесника прерушених у маскиране претке и животиње, чиме се наглашава важност поштовања природе. Играју уз пратњу музике језуитских мисија, а затим око поноћи пуцају ватромети са врхова њихових шешира широких обода, симболизујући дар светлости и визије за живот са поштовањем.
Неки такође виде перје и соларне слике као референцу на Исусово васкрсење и успон на небо. Централна компонента игре и самог фестивала је евоцирање и поштовање природе, што укључује поворку учесника са животињским маскама и другим костимима.